# Петрюс

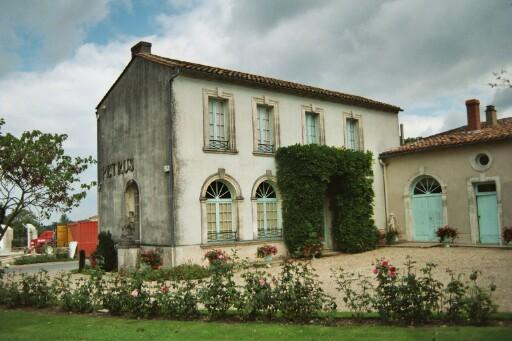
Maison Pétrus

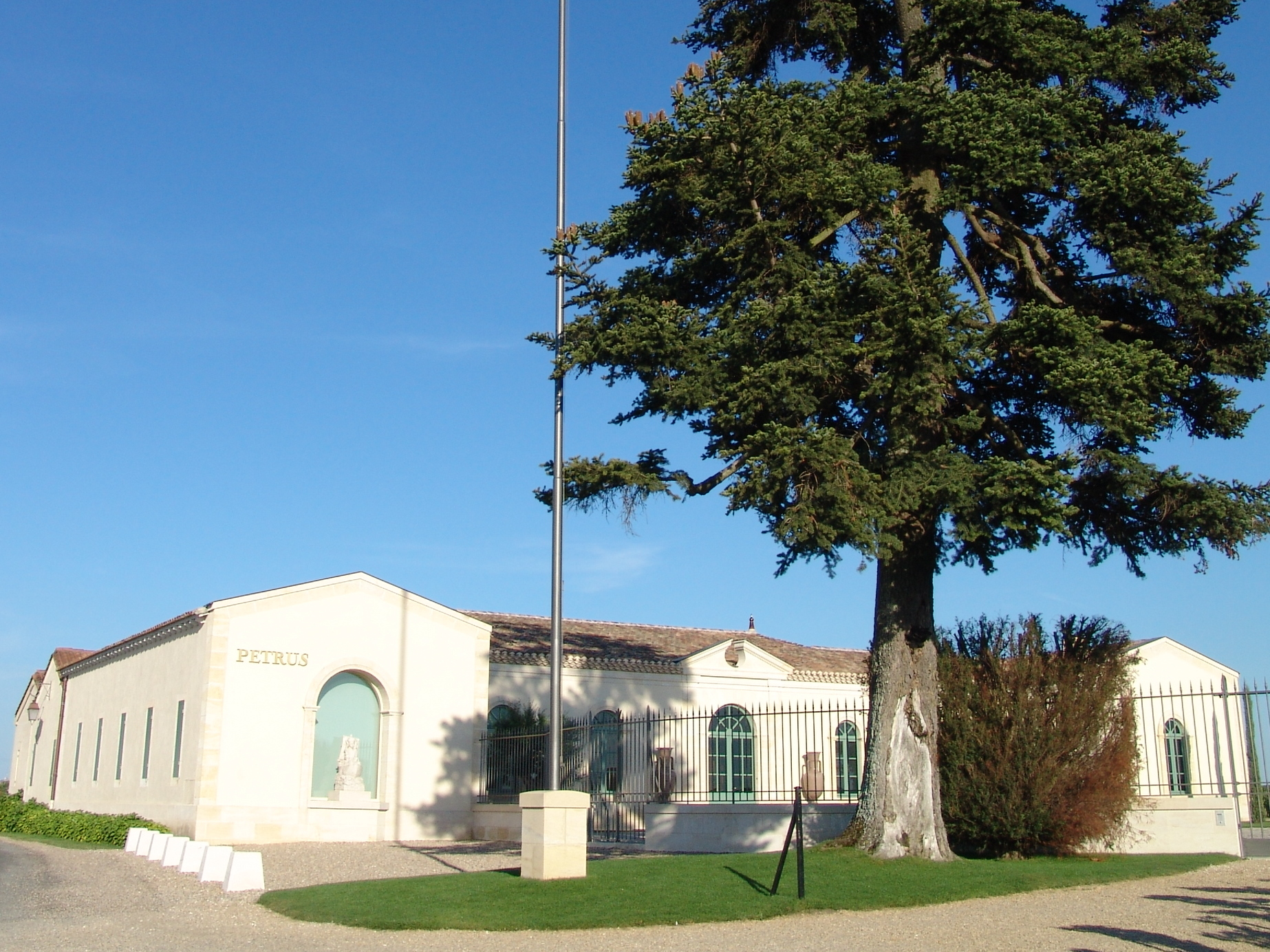
У входа на территорию

Петрюс (фр. Pétrus) — бордоское правобережное винодельческое хозяйство, расположенное в коммуне Помероль округа Либурн. Относится к аппелласьону Помероль. Принадлежит винодельческому холдингу крупного французского негоцианта Жана-Пьера Муэ — «Établissements Jean-Pierre Moueix». Производит единственное красное вино с собственных виноградников сорта мерло (марка Pétrus). На этикетке вина изображён апостол Пётр (лат. Petrus).

## История
Виноградник Петрюс площадью 7 га появляется в документах под этим названием с 1837 года. На всемирной выставке 1878 года вино «Петрюс» было удостоено золотой медали, что позволило ему конкурировать в одном ценовом сегменте со вторыми винами великих хозяйств Медока. Ни одна другая винодельня в районе Помероля не могла тогда похвастать такими ценами на свою продукцию.
С конца XVIII века до 1917 года виноградником владело семейство Арно. Год 1945 был крайне удачным для вин Бордо, именно с него началась международная слава «Петрюса». Когда суровой зимой 1956 года множество лоз вымерзло, хозяйка виноградника Петрюс решила не высаживать кусты заново, а позволить прежним корням дать новые побеги. Благодаря этому решению средний возраст лоз сейчас превышает полвека.
С конца XX века вина хозяйства Петрюс (а иногда и близлежащего Château Le Pin) превосходят по ценам все другие вина Бордо. Это вино распивают в начале романа Патрика Модиано «Улица тёмных лавок» (1978). В снятом тогда же фильме «Смерть на Ниле» бутылка «Петрюса» помогает Эркюлю Пуаро раскрыть убийство.

В 2020-21 годах 12 бутылок вина Pétrus (урожай 2000 года) провели 14 месяцев на Международной космической станции. По возвращении «космического вина» на Землю была организована его дегустация. Аукцион «Кристис» заявил, что выставит одну из бутылок на продажу за миллион долларов. 

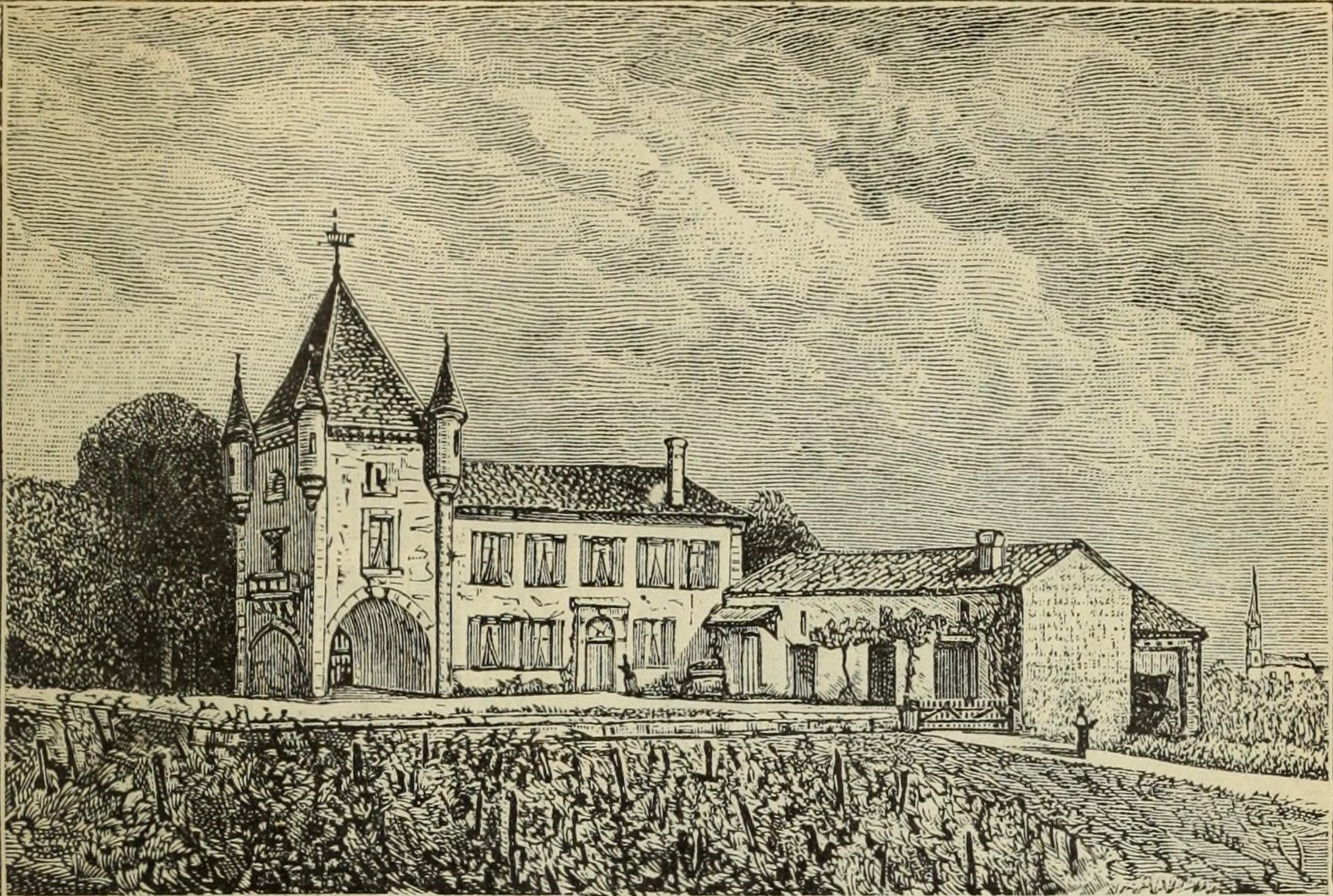
Винодельня на гравюре 1886 года

Авторитетный винный критик Роберт Паркер выставил 100-процентный балл винам «Петрюс» 1921, 1929, 1947, 1961, 1989, 1990, 2000, 2009 и 2010 годов урожая. А вот урожаи 1956, 1965 и 1991 годов были настолько слабыми, что владельцы отказались от производства вина.

## Здания винодельни
Pétrus — это единственное из бордоских винодельческих хозяйств экстра-класса, которое не имеет в названии слова шато («замок»), поскольку на территории хозяйства его никогда не было. Как сказал сам владелец Кристиан Муэ: «Pétrus не заслуживает звания „château“, потому как это просто старый фермерский дом». Винный склад и дегустационный зал, законченные в 2002 году, были спроектированы архитектурным бюро Херцог и де Мёрон, которое работает на острие модернизма.

## Технические данные
- Аппеласьон: Pomerol Appellation d’Origine Contrôlée
- Владелец: Société Civile du Château Petrus
- Управляющий: Жан-Франсуа Муэ (фр. Jean-François Moueix)
- Площадь виноградников: 11,5 гектаров[7] Бутылка вина Pétrus 1973 года

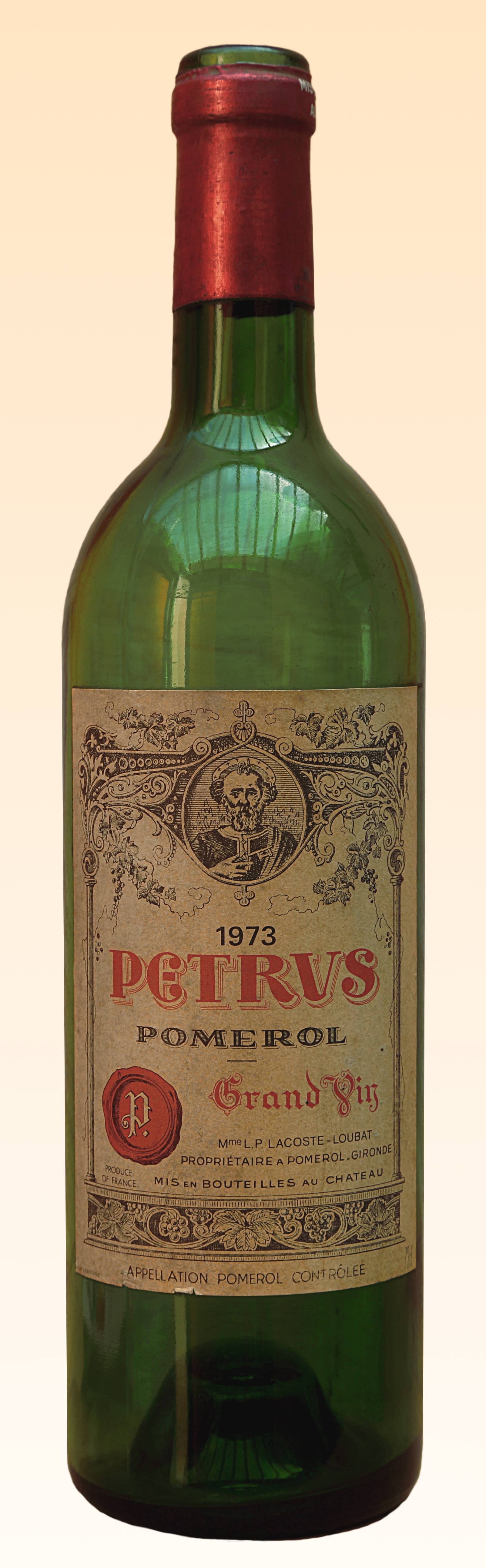
Бутылка вина Pétrus 1973 года

- Сорта винограда до 2010: мерло — 95%, каберне фран — до 5%. С 2010 года используется только мерло.
- Тип почвы: тёмная глина
- Сбор винограда: только вручную в течение двух дней
- Ферментация: В течение 20 месяцев (в зависимости от урожая) в барриках из французского дуба, которые обновляются ежегодно.[7]
- Объём производства: порядка 30 000 бутылок, в зависимости от года